# Pararge italica
Pararge italica är en fjärilsart som beskrevs av Ruggero Verity 1916. Pararge italica ingår i släktet Pararge och familjen praktfjärilar. Inga underarter finns listade i Catalogue of Life.